# 索斯機械獸
《索斯機械獸》（日语：ゾイド -ZOIDS-），又譯《索斯機械獸》，是一部改編自機獸模型系列的動畫。1999年9月4日至2000年12月23日在日本播放。香港於2002年7月8日在亞洲電視本港台首播本作，在香港播映時把下部的第35到67集稱為《索斯機械獸II》。
由於亞洲電視本港台把第一輯的下部故事以第二輯播出，所以在系列的其它輯數播出的時候，輯數比實際加大了一輯。

## 故事簡介

### 第一部（少年篇）
在惑星ZI中的主人翁彬仔在一次意外中在遺跡找到銀色的奧卡度捷古，並令重裝長牙獅復活成功擊退敵人。接着在遺跡更發現古代索斯人菲妮，由於各方勢力對捷古虎視眈眈，盜賊集團因而襲擊了彬仔的村莊，所以他們決定離開開始了他們的冒險之旅。其後陸續遇到同伴阿帕因及毛美。
其後旅程目標更加清晰，希望尋找到「索斯獸醫」。過程中令遇到勁敵尼本，重裝長牙獅因對方咆哮虐殺龍的荷電粒子砲被重創，令重裝長牙獅再度石化，其後因捷古的力量令其進化為更強力的索斯獸超重劍長牙獅，再遇到尼本並用超重劍把荷電粒子砲撞散因而擊敗尼本。最後破壞魔獸破壞暴龍復活，集合大家之力以超重劍長牙獅擊破其核心因而結束戰爭。

### 第二部（守護者武力篇）
第二季，帝國軍及共和軍的戰爭完結了，卻受到不明來歷的第三方勢力攻擊。彬仔成為了兩軍聯辦的守護者武力成員，執行著任務。
彬仔以及湯馬士不斷解決希路及尼節的出現以及共和帝國兩軍的內部問題，後來阿帕因亦加入。到中期，尼本再度出現，並再次得到咆哮虐殺龍，而且將湯馬士擊敗，後來更擊敗彬仔，由於撒多要將咆哮虐殺龍進化，所以臨時撤退。當進化完畢後，強裝虐殺龍比先前更強，湯馬士、阿帕因及彬仔聯手亦戰敗。
到中後期，希路得到了死亡毒蝎，尼本及尼節的態度出現了變化，在共和國首都淪陷一戰中，希路更想把他們也殺死。後來，共和軍使用最後巨型要塞巨型雷龍，並配備加濃炮，將死亡毒蝎消滅。最後希路融合了死亡毒蝎的核心並將破壞直立龍的核心結合，令破壞直立龍再度復活。
尼本及彬仔最後聯手夾擊破壞直立龍，尼本利用荷電粒子砲將其保護罩射穿，超重劍長牙獅則成為加濃砲的砲彈將破壞直立龍的核心擊穿因而取得最後勝利。

## 登場角色

### 主要人物
邦·弗萊海特（聲：岸尾大輔 / 香港配音：陳廷軒 / 台灣配音：馮美麗）
故事主角，通稱彬仔（バン），駕駛重裝長牙獅，後來被尼本擊敗，重裝長牙獅因捷古的力量進化成超重劍長牙獅。下部成為共和國與帝國成立的守護者武力成員，負責特務的工作。由於其幫助過帝國皇帝魯道夫，故雖身為共和國人，在帝國卻也有軍銜(上校)，而在共和國則為(中尉)(動畫第45集)
菲妮（聲：大本真基子 / 香港配音：曾佩儀 / 台灣配音：陶敏嫻）
原名為艾莉絲．蘿莉，在遺跡被彬仔發現，擁有神秘力量，是古代索斯人，其使命是停止索斯獸醫的運作。第二季度成為D博士的助手和守護者武力成員。
阿巴恩（聲：藤原啟治、山本泰輔（童年） / 香港配音：劉昭文/ 台灣配音：夏治世、陶敏嫻（童年））
專用機是機動奔狼。原打算奪取捷古，但後來與彬仔成為同伴。下部的中期，所駕駛的機動奔狼受到強裝虐殺龍的重創。適逢D博士幫助帝國軍所開發的新索斯獸疾速獵豹測試，因為較強的速度而造成駕駛者無所適從，最後在眾人的勸喻下把機動奔狼的記憶體移植到疾速獵豹并加入戰鬥。曾經與湯馬士駕駛蒼茫翼龍到太空擊毀死亡毒蠍的計劃。
毛美（聲：渡邊久美子 / 香港配音：程文意 / 台灣配音：陶敏嫻）
利用輸送列車蟲運送貨品為生，下部的決戰前夕駕駛巨型雷龍。

### 共和國軍
羅布·下文（聲：堀川仁 / 香港配音：馮志輝 / 台灣配音：陳幼文）
共和國軍大尉，之後升級成為少校。其實是共和國軍大統領路易絲的兒子。可以駕駛殺手恐龍、戰鬥暴龍、重裝長牙師等各式各樣的洛伊德，也曾駕駛過飛行迅龍，可是有著五次駕駛中四次被擊墜的不幸紀錄。在水戰巨龍覺醒時，從庫爾卡手上接過軍階，在決戰時擔任水戰巨龍上校指揮官。
D博士（聲：園部啟一 / 香港配音：梁有恆/ 台灣配音：陳幼文）
對索斯獸非常熟識的科學家。
露爾絲（聲：高島雅羅 / 香港配音：徐愛貞/ 台灣配音：馮美麗）
共和國軍大統領。
古洛加（聲：家弓家正 / 香港配音：周永光/ 台灣配音：官志宏）
共和國軍上校，與主角彬仔父親是故交和戰友。原本引退，但受到共和國邀請而再次重返戰場擔任顧問。後期專責水戰巨龍的整備，在共和國首都淪陷後，當共和國軍撤退到水戰巨龍之後，因積勞成疾，將自己的上校軍階授給哈曼，自己則被後送到帝國休養。
福特（聲：中博史 / 香港配音：黃志明）
共和國軍中校。曾經因為搞錯了影子和奇克而把小邦一行人抓了起來。庫爾卡的部下。在新海力克市之戰以後一次也沒登場過，不過有在ZOIDS SAGA系列中登場。
阿哥尼（聲：铃木琢磨 / 香港配音：黎家希/ 台灣配音：官志宏）
共和國軍中尉並在之後升上大尉，羅布・下文大尉的副官。紅河部隊的指揮官，駕駛機是殺手恐龍。

### 帝國軍
尼本（聲：齋賀光希 / 香港配音：徐愛貞（第一季少年時）、陳偉權（第二季）/ 台灣配音：劉傑）
號稱帝國最強的洛伊德駕駛員。帶著黑色的歐卡諾伊多．影子，個性極度的冷酷好戰。有著被小邦稱為「天才」的駕駛技術和戰鬥直覺。
9歲的時候，研究歐卡諾伊多的雙親被歐卡諾伊多．安比恩特殺害，自己也被襲擊後喪失了記憶。因為雙親總是在進行洛伊德的研究，所以從以前開始就對洛伊德沒有好感，在喪失記憶與情感之後更因為殘留著雙親被殺害的心理創傷，對洛伊德懷有強烈的憎恨。在那之後，被調查而來的共和國軍丹．弗萊海特少校收留，可是他很快的就因為同樣以歐卡諾伊多為目標的普羅因茲而在自己的面前戰死。之後被普羅因茲心血來潮帶走，取名「雷溫」。之後的五年間作為軍人受到嚴格的訓練，此時普羅因茲帶來了被共和國軍放走而野生化的歐卡諾伊多，被雷溫所馴服並取名為「影子」。
普羅因茲的直屬部下，視彬仔為宿敵，故事初期為駕駛機甲長牙虎。在上部故事的後期駕駛咆哮虐殺龍，在下部故事中期，所駕駛的愛機咆哮虐殺龍進化為強裝虐殺龍，結局與彬仔合力對付破壞直立龍。
史畢諾（聲：上田祐司 / 香港配音：盧傑群/ 台灣配音：劉傑）
帝國軍少校，專用機是格鬥金剛，後期為暗紅色的格鬥金剛Mk-II，另外也有配備格林機槍機甲長牙虎專用機。年少的智將，多次大戰中顯示優秀的決斷力令到己軍只受到最低的損失。後期晉升為上校，擔任帝國第一裝甲師的指揮官。曾在共和國首都攻防戰時前去支援，後來與共和國軍撤退到水戰巨龍，之後擔任重力砲的射手。
尼路尼夫·朱比烈三世（聲：鶴野恭子 / 香港配音：程文意/ 台灣配音：陶敏嫻）
帝國的皇帝，在十歲時已上位。
荷文（聲：宇垣秀成）
帝國的宰相。
白洛伊（聲：大塚芳忠 / 香港配音：陳旭明/ 台灣配音：官志宏）
帝國的元帥。基本上是攝政王的身份操縱帝國軍，野心極其之大。希望以破壞魔獸破壞直立龍統治世界。在第二季期間，被希路利用看守著破壞直立龍的核心，最後被希路一同吸收成為破壞直立龍的一部分。
麥魯古（聲：坂口候一 / 香港配音：黎家希/ 台灣配音：夏治世）
駕駛機為重裝天蠶、格鬥金剛、突擊三犄龍，帝國軍的少校。本來是帝國軍大尉，總想出人頭地貪取戰功。本是史畢諾上司，後不聽史畢諾的提醒失敗而被降級，變為史畢諾的手下。在火山口作戰，再次不聽史畢諾的撤退指令，死守共和國軍棄置裝滿炸彈的火山口基地，在爆炸中死去。
納魯（聲：三木真一郎 / 香港配音：黎家希/ 台灣配音：陳幼文）
駕駛機是高速飛龍，帝國軍空中的部隊，就算知道白洛伊的野心也幫助達成，上部被空中勇者打敗。在下部中到共和國軍盜取索斯獸，但再次被空中勇者打敗。

### 其他角色
瑪莉亞（聲：岡村明美 / 香港配音：吳小藝/ 台灣配音：陶敏嫻）
彬仔的姊姊。
羅蘇（聲：中村大樹 / 香港配音：馮志輝/ 台灣配音：官志宏）
強盜集團首領，駕駛突擊三觭龍。其後因為遇到尼路尼夫後以天空勇者的身份保護皇帝，駕駛蒼茫翼龍。魯道夫加冕後加入皇帝直屬親衛隊。
胡奧娜（聲：深見梨加 / 香港配音：徐愛貞/ 台灣配音：馮美麗）
強盜集團的副隊長。其後因為遇到尼路尼夫後以天空勇者的身份保護皇帝。同為駕駛蒼茫翼龍。魯道夫加冕後加入皇帝直屬親衛隊。
莉莎（聲：出口佳代 / 香港配音：龍德瓊/ 台灣配音：陶敏嫻）
居住在伊沙利山上，遇到彬仔成為他的朋友。後來發現胡奧娜是她離鄉多年的姊姊。

### 奧卡度
捷古（聲：鈴木琢磨、大本真基子（第1集））
彬仔的奧卡度。故事初頭彬仔必須要捷古才可以控制重裝長牙獅，捷古能令索斯獸復原本身的損壞，無論力量和速度也會有所上升。
撒多（聲：鈴木琢磨）
尼本的奧卡度。能夠令到索斯獸的所有機能有顯注的上升。
史貝奇拉（聲：鈴木琢磨）
尼節的奧卡度。能夠令索斯獸的外形產生變化，增強實力；而且能夠操縱其他索斯獸成為自己的戰力。
安比恩特（聲：櫻井孝宏）
希路的奧卡度。能夠令索斯獸有顯注的變化從而增強實力。

### 第二季度人物
湯馬士（聲：伊藤健太郎、香港：黎家希 / 台灣配音：官志宏）
專用機為重砲野牛，共和國與帝國成立的守護者武力成員，是帝國少校修巴魯茲的弟弟。對機械十分有研究，自己一手開發了人工知能「比古」，而且喜歡菲妮。曾經與阿巴恩駕駛蒼茫翼龍到太空擊毀死亡毒蠍的計劃。
美莉安（聲：千葉千惠巳/ 台灣配音：馮美麗）
尼路尼夫的未婚妻。
希路（聲：櫻井孝宏、香港配音：盧傑群 / 台灣配音：劉傑）
古代索斯人，帶著紅色歐卡諾伊多的敵人。駕駛機為死亡毒蠍，最後與破壞直立龍的核心融合，成為破壞直立龍。
尼節（聲：日高範子、香港配音：王夢華/ 台灣配音：陶敏嫻）
古代索斯人，帶著藍色奧卡度的敵人。初時的駕駛機為空战锹型虫，後期為藍色咆哮虐殺龍，也從坏轉為好去幫助尼本。

## 索斯獸

### 共和軍
- RZ-001 戰鬥暴龍

稱為ZG，一隻戰鬥暴龍已經擁有相比起一支分隊的戰鬥力。
- RZ-002 奇襲毒蝎

共和軍常用的兵用機，能夠在沙漠上靈活移動。
- RZ-003 武裝鱷魚
- RZ-007 重裝長牙獅

彬仔的專屬機，擁有很高的格鬥能力以及導彈對付敵人，以爪牙把敵人擊倒。
- RZ-008 偵查劍龍
- RZ-009 機動奔狼

在共和軍經常出現的機體，擁有優良的速度及火力。阿帕因的專屬機更加改裝了背部的炮，令到其火力能把中小型索斯獸擊斃。
- RZ-010 飛行迅龍
- RZ-013 堅甲要塞龜
- RZ-014 殺手恐龍
- RZ-019 空戰鍬型蟲
- RZ-020 偵察蛇

能夠噴出煙幕並以熱能追擊敵人。
- RZ-028 超重劍長牙獅

重裝長牙獅被荷電粒子砲重創後因捷古的力量因而進化成超重劍長牙獅，背部的炮變成推進器，令到其速度得到大幅的上升，最大速度為305Km/h。另外，配合著左右兩翼的超重劍能夠瞬間擊倒敵人。其超重劍更能把荷電粒子撞散。
- RZ-029 滄茫翼龍
- RZ-030 狙擊迅龍
- RZ-031 重砲野牛

在第二季共和軍因示意友好而贈送給帝國軍，湯馬士的專用機，背部有17支炮門，同時發射時具有極大的破壞力。
- RZ-033 武裝飛鯊
- RZ-037 巨型雷龍

又稱水戰巨龍。為全系列體型最大的洛伊德，劇中的尺寸約為全長2千米。十年前被共和軍所發現，後用十年才整理完成的巨大洛伊德，體內的七個動力發電器均須全部啟動才能喚醒它的核心，並配備帝國所製造的最終大殺傷力戰略兵器「重力砲」。
- RZ-055 狂雷（無敵三騎龍）

共和國為了對抗破壞暴龍而開發了，搭載反荷電盾的巨大機獸在中央大陸之戰時擋下破壞暴龍肆虐的共和國巨擘

### 帝國軍
- EZ-004 突擊三觭龍

擁有良好的衝撞能力，以及背部的火神砲能把敵方掃射。
- EZ-005 飛行紅龍

帝國軍常用的飛行用機體。
- EZ-006 重裝天蠶

帝國軍最常用的兵用機，有良好的裝甲。
- EZ-011 兩棲海蜥
- EZ-012 重戰雷龍
- EZ-015 格鬥金剛

第一季時是修巴魯茲的專用機，防有優秀的格鬥能力以及良好的裝甲，更配備火神砲掃射敵人。
- EZ-016 機甲長牙虎

第一季時初出現時由尼本駕駛，有良好的機動性以及格鬥用的爪牙。
- EZ-017 暗殺恐龍
- EZ-018 自走炮獨角仙
- EZ-021 破壞直立龍

被稱為破壞魔獸，有極強的破壞能力，具有大型的荷電粒子砲。
- EZ-022 電子脊龍
- EZ-023 忍者豹

能夠以光學迷彩隱藏自己偷襲敵人。
- EZ-026 咆哮虐殺龍

尼本的專用機，主要武器有荷子粒子砲以及背部的連射炮，在第一季時幾乎無敵，尼本的駕駛技術把其性能發揮至極致。但被彬仔發現其弱點是當發動荷電粒子砲時需要固定機體，而且發射時不能轉向。
- EZ-027 暴烈機動龍
- EZ-032 飛行魟魚
- EZ-034 強裝虐殺龍

在第二季時，撒多使咆哮虐殺龍進化，使到其機體性能大幅度提升，背部有強而有力的推進器，能夠暫時停留在空中以及進行大幅度的跳躍。另外其荷子粒子砲亦得到改善，能夠集中一點發出，令到當時的超重劍長牙獅出力不夠而被射進山崖下。左右兩邊亦有強型的鉗，能把中小型索斯獸鉗斷，機動奔狼也是因此受到重創。而且更配備了能量護盾，攻防各方面也非常優秀。
- EZ-035 疾速獵豹
- EZ-036 死亡毒蝎

得到破壞直立龍的基因以及兩隻蝎子索斯獸合成，尾部具有荷電粒子砲。

### 中立
- ZI-025 輸送列車蟲

主要把索斯獸或貨物運送，有少量炮門，其裝甲極厚，即使受到荷電粒子砲的直接攻擊也不至於被完全破壞。

### 索斯獸醫
在古代負責製造索斯獸，古代索斯人因為懂得利用索斯獸因而獲得繁榮。
當索斯獸醫停頓時，所有索斯獸和古代洛伊德人便會滅絕。

## 主題曲
片頭曲
「Wild Flowers」（第1集 - 第67集）
作詞 - 酒井悠介 / 作曲 - 丸山哲央 / 編曲 - RAMAR & 笹路正德 / 主唱 - RAMAR
片尾曲
「Song for...」（第1集 - 第20集）
作詞 - MAHIRO / 作曲 - Yasu / 編曲 - Dear、西脇辰彌 / 主唱 - Dear
「CHASE」（第21集 - 第37集）
作詞 - 野口純平 / 作曲 - 鳴瀬シュウヘイ / 編曲 - ディベロップ・フレーム & 大山正篤 / 主唱 - DEVELOP=FRAME
「イントゥユアセルフ【INTO YOURSELF】」（第38集 - 第55集）
作詞 - TAKA / 作曲 - MASATO / 編曲 - トランスティック・ナーヴ & 岡野ハジメ / 主唱 - トランスティック・ナーヴ
「Your song」（第56集 - 第67集）
作詞・作曲・編曲 - T2ya / 主唱 - EARTH

## 各集標題
| 集數                   | 日文標題                    | 台灣標題               | 香港標題               | 腳本                   | 分鏡                   | 演出                   | 作畫監督               | 日本播出日期   |
| 上部，共和國軍VS帝國軍 | 上部，共和國軍VS帝國軍      | 上部，共和國軍VS帝國軍 | 上部，共和國軍VS帝國軍 | 上部，共和國軍VS帝國軍 | 上部，共和國軍VS帝國軍 | 上部，共和國軍VS帝國軍 | 上部，共和國軍VS帝國軍 |                |
| ---------------------- | --------------------------- | ---------------------- | ---------------------- | ---------------------- | ---------------------- | ---------------------- | ---------------------- | -------------- |
| 1                      | 惑星Ziの少年                | 惑星Zi的少年           | 惑星來的少年           | 隅沢克之               | 加戸誉夫               | 加戸誉夫               | 坂﨑忠                 | 1999年 9月4日  |
| 2                      | 謎の美少女フィーネ          | 神秘美少女菲妮         | 謎樣的少女             | 阪口和久               | 土蛇我現               | 日下直義               | 亀井治                 | 9月11日        |
| 3                      | 記憶                        | 記憶                   | 記憶                   | 荒木憲一               | 井上修                 | 井上修                 | 古池敏也               | 9月18日        |
| 4                      | ふたりの用心棒              | 兩個保鑣               | 二人護衛               | 長谷川圭一             | 村山靖                 | 杉谷光                 | 高橋晃                 | 9月25日        |
| 5                      | スリーパー・トラップ        | 無人軍團的陷阱         | 奸狡的狙擊迅龍         | 小出克彦               | 金津賀浩               | 日下直義               | 池上太郎               | 10月2日        |
| 6                      | とべ! ジーク                | 跳吧 奇克              | 跳上去吧﹗捷古﹗       | 隅沢克之               | 藤本義孝               | 藤本義孝               | 坂﨑忠                 | 10月9日        |
| 7                      | レッドリバーの戦い          | 雷多利班的戰鬥         | 紅河之戰               | 隅沢克之               | 土蛇我現               | 日下直義               | 池上太郎 亀井治        | 10月16日       |
| 8                      | 共和国への道                | 前往共和國之路         | 往共和國之道           | 阪口和久               | 藤本義孝               | 山口美浩               | 石井和彦               | 10月23日       |
| 9                      | 魔物のすむ谷                | 魔物居住的山谷         | 捷古突然發狂           | 小出克彦               | 井上修                 | 井上修                 | 古池敏也               | 10月30日       |
| 10                     | 夢の降る山                  | 夢降之山               | 科學家D博士            | 荒木憲一               | 土蛇我現               | 日下直義               | 池上太郎 亀井治        | 11月6日        |
| 11                     | イセリナの霧の中で          | 伊塞利納的霧中         | 霧中的小村莊           | 長谷川圭一             | 藤本義孝               | 藤本義孝               | 高橋晃                 | 11月13日       |
| 12                     | 黒のオーガノイド            | 黑色的歐卡諾伊多       | 黑色的波加諾多         | 阪口和久               | 金津賀浩               | 日下直義               | 池上太郎 亀井治        | 11月27日       |
| 13                     | 激戦! クロノス砦            | 克羅諾斯要塞的激戰     | 高萊士城堡之戰         | 小出克彦               | 加戸誉夫               | 須藤隆                 | 松田剛吏 加藤初重      | 12月4日        |
| 14                     | めざめろジーク!             | 覺醒吧 奇克            | 快醒來吧﹗捷古﹗       | 隅沢克之               | 土蛇我現 枝松箕乃武    | 日下直義               | 池上太郎 亀井治        | 12月11日       |
| 15                     | ZG発動!                     | ZG發動                 | ZG終於上戰場           | 長谷川圭一             | 井上修                 | 井上修                 | 古池敏也               | 12月18日       |
| 16                     | ニューヘリックシティ        | 新海力克市             | 新比利城               | 荒木憲一               | 藤本義孝               | 藤本義孝               | 高橋晃                 | 12月25日       |
| 17                     | 共和国の一番長い夜          | 共和國最漫長的夜晚     | 共和軍的最漫長之夜     | 隅沢克之               | 土蛇我現 枝松箕乃武    | 日下直義               | 池上太郎 亀井治        | 2000年 1月8日  |
| 18                     | 首都攻防                    | 首都攻防戰             | 首都攻防戰             | 隅沢克之               | 藤本義孝               | 藤本義孝               | 坂﨑忠                 | 1月15日        |
| 19                     | プロイツェンの陰謀          | 普羅因茲的陰謀         | 白洛伊的陰謀           | 小出克彦               | 土蛇我現 枝松箕乃武    | 日下直義               | 池上太郎 亀井治        | 1月22日        |
| 20                     | 蘇る魔獣                    | 甦醒的魔獸             | 甦醒的魔獸             | 阪口和久               | 杉谷光一               | 杉谷光一               | 高橋晃                 | 1月29日        |
| 21                     | 荷電粒子砲                  | 荷電粒子砲             | 荷電粒子砲             | 長谷川圭一             | 井上修                 | 井上修                 | 古池敏也               | 2月5日         |
| 22                     | 相棒の死!?                  | 同伴之死               | 拍檔之死﹗？           | 荒木憲一               | 箕ノ口克己             | 上條修                 | 高見明男               | 2月12日        |
| 23                     | 皇帝の指輪                  | 皇帝的戒指             | 皇帝的戒指             | 小出克彦               | 星合貴彦               | 佐藤修                 | 松田剛吏 加藤初重      | 2月19日        |
| 24                     | 遠い呼び声                  | 遠方的呼聲             | 遠處呼喚聲             | 長谷川圭一             | 土蛇我現               | 日下直義               | 池上太郎 亀井治        | 2月26日        |
| 25                     | 新（ニュー）ライガー        | 新的長牙獅             | 新重裝長牙獅登場﹗     | 長谷川圭一             | 藤本義孝               | 藤本義孝               | 高橋晃                 | 3月4日         |
| 26                     | Ziの記憶                    | Zi的記憶               | 索斯星球的記憶         | 隅沢克之               | 土蛇我現               | 日下直義               | 池上太郎               | 3月11日        |
| 27                     | 助けた男                    | 救兵                   | 向彬仔報恩的人         | 荒木憲一               | 井上修                 | 井上修                 | 古池敏也               | 3月18日        |
| 28                     | 走れウルフ                  | 奔跑吧 野狼            | 小皇帝改裝避難         | 阪口和久               | 藤本義孝               | 藤本義孝               | 坂﨑忠 永田正美        | 3月25日        |
| 29                     | 大空の勇者                  | 天空的勇者             | 天空勇者               | 隅沢克之               | 加戸誉夫               | 星合貴彦               | 高見明男               | 4月1日         |
| 30                     | 君（ムンベイ）のワルツ      | 慕蓓的華爾滋           | 毛美的華爾茲           | 小出克彦               | 土蛇我現               | 日下直義               | 亀井治                 | 4月8日         |
| 31                     | 三人の騎士                  | 三劍客                 | 神勇三戰士             | 長谷川圭一             | 杉谷光一               | 杉谷光一               | 高橋晃                 | 4月15日        |
| 32                     | 破滅の魔獣                  | 破滅的魔獸             | 破滅的魔獸             | 隅沢克之               | 星合貴彦               | 上條修                 | 高見明男               | 4月22日        |
| 33                     | 宿命の対決                  | 宿命的對決             | 宿命的決鬥             | 隅沢克之               | 井上修                 | 井上修                 | 古池敏也               | 4月29日        |
| 34                     | 帝都炎上                    | 火燒帝都               | 帝都決戰               | 隅沢克之               | 藤本義孝               | 藤本義孝               | 松田剛吏 加藤初重      | 5月6日         |
| 下季，守護者力量篇     |                             |                        |                        |                        |                        |                        |                        |                |
| 35                     | 極秘指令                    | 極機祕指令             | 極秘指令               | 荒木憲一               | 加戸誉夫               | 大槻敦史               | 坂﨑忠                 | 2000年 5月13日 |
| 36                     | スナイパー                  | 狙擊手                 | 狙擊迅龍               | 小出克彦               | 土蛇我現               | 日下直義               | 亀井治                 | 5月20日        |
| 37                     | 青い悪魔                    | 藍色的惡魔             | 藍眼睛的惡魔少年       | 長谷川圭一             | 星合貴彦               | 星合貴彦               | 高橋晃                 | 5月27日        |
| 38                     | 鋼鉄の野牛                  | 鋼鐵野牛               | 鋼鐵的野牛             | 阪口和久               | 土蛇我現               | 日下直義               | 亀井治                 | 6月3日         |
| 39                     | 見えざる敵                  | 看不見的敵人           | GF另一新任務           | 小出克彦               | 井上修                 | 井上修                 | 古池敏也               | 6月10日        |
| 40                     | ゾイド狩り                  | 狩獵洛伊德             | 狩獵索斯獸             | 荒木憲一               | はばらのぶよし         | はばらのぶよし         | 大塚健 千葉道徳        | 6月17日        |
| 41                     | 悪魔の迷宮                  | 惡魔迷宮               | 惡魔的迷宮             | 長谷川圭一             | 土蛇我現               | 日下直義               | 亀井治                 | 6月24日        |
| 42                     | レイヴン                    | 雷溫                   | 尼本又出現了！         | 小出克彦               | 藤本義孝               | 藤本義孝               | 高橋晃                 | 7月1日         |
| 43                     | 皇帝の休日                  | 皇帝的假日             | 小皇帝的假日           | 阪口和久               | 大槻敦史               | 大槻敦史               | 加藤初重               | 7月8日         |
| 44                     | 機獣大激突                  | 機獸激烈大衝突         | 索斯獸大激鬥           | 荒木憲一               | 藤本義孝               | 藤本義孝               | 坂﨑忠                 | 7月15日        |
| 45                     | 漆黒の翼                    | 漆黑之翼               | 漆黑的翼               | 隅沢克之               | 加戸誉夫               | 南康宏                 | 古池敏也               | 7月22日        |
| 46                     | 海底の悪魔                  | 海底的惡魔             | 海底的惡魔             | 長谷川圭一             | 土蛇我現               | 日下直義               | 亀井治 池上太郎 坂﨑忠 | 7月29日        |
| 47                     | 魔獣新生                    | 魔獸新生               | 新生的魔獸             | 小出克彦               | 藤本義孝               | 藤本義孝               | 高橋晃                 | 8月5日         |
| 48                     | 黒い稲妻                    | 黑色閃電               | 黑色閃電               | 荒木憲一               | 加戸誉夫               | 加戸誉夫               | 高見明男               | 8月12日        |
| 49                     | 遠い星空                    | 遙遠的星空             | 遙遠的星空             | 隅沢克之               | 大槻敦史               | 大槻敦史               | 坂﨑忠                 | 8月19日        |
| 50                     | G（ジェノブレイカー）包囲網 | 裂刃魔龍包圍網         | 強裝虐殺龍之包圍網     | 隅沢克之               | 星合貴彦               | 星合貴彦               | 高橋晃                 | 8月26日        |
| 51                     | 遺跡の少年                  | 遺跡的少年             | 遺跡的少年             | 長谷川圭一             | 土蛇我現               | 日下直義               | 亀井治                 | 9月2日         |
| 52                     | バンの力                    | 邦的力量               | 彬仔的真正潛力         | 小出克彦               | 南康宏                 | 南康宏                 | 古池敏也               | 9月9日         |
| 53                     | ファントム                  | 鬼魅                   | 殺手花武               | 小出克彦               | 藤本義孝               | 藤本義孝               | 加藤初重               | 9月16日        |
| 54                     | Gファイル                   | G檔案                  | GF檔案                 | 隅沢克之               | 加戸誉夫               | 加戸誉夫               | 坂﨑忠                 | 9月23日        |
| 55                     | 音速の決闘                  | 音速的決鬥             | 音速的決鬥             | 荒木憲一               | 星合貴彦               | 星合貴彦               | 高橋晃                 | 9月30日        |
| 56                     | ケルベロス                  | 塞伯拉斯               | 地獄判官               | 長谷川圭一             | 土蛇我現               | 日下直義               | 亀井治                 | 10月7日        |
| 57                     | 悪夢                        | 惡夢                   | 惡夢                   | 隅沢克之               | 藤本義孝               | 藤本義孝               | 植田実                 | 10月14日       |
| 58                     | 翼竜迎撃                    | 翼龍迎擊               | 翼龍迎擊               | 小出克彦               | 大槻敦史               | 大槻敦史               | 坂﨑忠                 | 10月21日       |
| 59                     | 首都崩壊                    | 首都崩潰               | 首都崩潰               | 小出克彦               | 星合貴彦               | 星合貴彦               | 高橋晃                 | 10月28日       |
| 60                     | 超巨大要塞                  | 超巨大要塞             | 超巨大要塞             | 長谷川圭一             | 藤本義孝               | 藤本義孝               | 加藤初重               | 11月4日        |
| 61                     | 巨竜大海戦                  | 巨龍大海戰             | 巨龍大海戰             | 荒木憲一               | 土蛇我現               | 日下直義               | 亀井治                 | 11月11日       |
| 62                     | 重力砲（グラビティカノン）  | 重力砲                 | 重力兵器加農砲         | 小出克彦               | 河野利幸 加戸誉夫      | 河野利幸               | 高見明男               | 11月18日       |
| 63                     | 大決戦!                     | 大決戰                 | 大決戰！               | 長谷川圭一             | 大槻敦史               | 大槻敦史               | 高橋晃                 | 11月25日       |
| 64                     | 古代の記憶                  | 古代的記憶             | 古代的記憶             | 荒木憲一               | 藤本義孝               | 河野利幸               | 植田実                 | 12月2日        |
| 65                     | ゾイドイヴ                  | 洛伊德伊普             | 索斯獸醫               | 隅沢克之               | 土蛇我現               | 日下直義               | 池上太郎               | 12月9日        |
| 66                     | 滅びの刻                    | 毀滅時刻               | 毀滅的時刻             | 小出克彦               | 藤本義孝               | 藤本義孝               | 高橋晃                 | 12月16日       |
| 67                     | 明日への帰還                | 返回明日               | 回歸未來               | 隅沢克之               | 星合貴彦               | 星合貴彦               | 坂﨑忠                 | 12月23日       |

## 播放電視台
| 毎日放送・TBS系列 星期六 18:00 節目 | 毎日放送・TBS系列 星期六 18:00 節目          | 毎日放送・TBS系列 星期六 18:00 節目 |
| ----------------------------------- | -------------------------------------------- | ----------------------------------- |
|                                     | 索斯機械獸 （1999年9月4日 - 2000年12月23日） |                                     |
| 超人佳亞                            | 索斯機械獸III                                |                                     |

| 亞洲電視本港台 星期一至五 17:05-17:30節目 | 亞洲電視本港台 星期一至五 17:05-17:30節目                                   | 亞洲電視本港台 星期一至五 17:05-17:30節目 |
| ----------------------------------------- | --------------------------------------------------------------------------- | ----------------------------------------- |
|                                           | 索斯機械獸（重播） ↓ 索斯機械獸Ⅱ（重播） （2003年10月24日 - 2004年1月28日） |                                           |
| 怪物小管家 （重播）                       | 真女神轉生(第一輯) （重播）                                                 |                                           |

## 影像發行
- DVD全14卷、VHS全18卷。
- Blu-ray BOX在2013年8月2日發售[1]。

## 外部連結
- 動畫官方網站